# Campo de Daroca
Campo de Daroca est une comarque aragonaise dans la province de Saragosse (Espagne).

## Communes
Acered, Aldehuela de Liestos, Anento, Atea, Badules, Balconchán, Berrueco, Cerveruela, Cubel, Las Cuerlas, Daroca, Fombuena, Gallocanta, Herrera de los Navarros, Langa del Castillo, Lechón, Luesma, Mainar, Manchones, Murero, Nombrevilla, Orcajo, Retascón, Romanos, Santed, Torralba de los Frailes, Torralbilla, Used, Valdehorna, Val de San Martín, Villadoz, Villanueva de Jiloca, Villar de los Navarros, Villarreal de Huerva, Villarroya del Campo